# Tenares (kommun)
Tenares är en kommun i Dominikanska republiken.   Den ligger i provinsen Hermanas Mirabal, i den centrala delen av landet, 100 km norr om huvudstaden Santo Domingo. Antalet invånare 
i kommunen är cirka 28 000.